# Steven Pereira
Steven Fernandes Pereira (Rotterdam, 13 aprile 1994) è un calciatore olandese naturalizzato capoverdiano, difensore svincolato.

## Palmarès

### Club

#### Competizioni nazionali
- Supercoppa dei Paesi Bassi: 1

PEC Zwolle: 2014